# فریست پارک (اکلاهما)
فریست پارک(به انگلیسی: Forest Park) شهری در ایالت اکلاهما کشور ایالات متحده آمریکا است که جمعیت آن در سرشماری سال ۲۰۱۰ میلادی، ۹۹۸ نفر بوده‌است.